# 百度有啊

百度有啊（www.youa.com）是百度创办的C2C电子商务购物网站，2008年10月18日上线内测版，期间需通过百度邀请注册才能进入主网站。10月28日正式开放上线。
淘宝网是百度有啊的主要竞争对手。
网站的主要设计风格与另一个C2C购物网站易趣网较为相似。在网站很多方面都有学习淘宝网的影子，但功能上要比淘宝网简洁，这与百度一贯的风格一致。百度有啊主要以免费为主打，对卖家提供的免费装修、免费店铺统计以及个性定制域名等服务。百度有啊的支付方法为百付宝，与淘宝网的支付宝类似。
2011年3月31日，百度有啊发布业务调整公告，宣布将在一个月之内关闭百度有啊，并将相关业务迁移到百度两家电子商务合作伙伴：乐酷天商城和耀点100商城。